# Glória d'Oeste
Glória d'Oeste est une ville et une municipalité de l'État du Mato Grosso dans la région Centre-Ouest du Brésil.